# August Gottlieb Schmidt (Maler)
August Gottlieb Schmidt (* vor 1800 in Johanngeorgenstadt; † nach 1866 in Hannover) war ein deutscher Genre- und Porträtmaler sowie Zeichenlehrer.

## Leben
August Gottlieb Schmidt besuchte die Königlich Sächsische Akademie der Künste in Dresden als Schüler von Johann Carl Rößler. In einer am 3. August 1818 in der Akademie der Künste gezeigten Ausstellung mit Künstlern des ganzen Landes war Schmidt mit mehreren Werken vertreten, darunter einer Zeichnung nach den Gipsabgüssen der Mengsschen Abgusssammlung.
In einer ebenfalls in der Kunstakademie am 3. August 1821 veranstalteten Kunstausstellung „zum Besten der Armen“ war Schmidts „weibliches Portrait, nach der Natur in Oel gemalt“ gezeigt worden, außerdem Schmidts Kopie von Mengs’ „Josephs Traum“. Hierfür wurde er im Folgejahr 1822 – ähnlich wie fünf weitere seiner Mitschüler der zweiten und dritten Klasse der Dresdner Kunstakademie – für die Qualität seiner Arbeiten mit einer Gratifikation gemäß Reskript des Königs von Sachsen ausgezeichnet.
Laut dem Adreßbuch der königlichen Residenzstadt Hannover auf das Jahr 1840 wohnte der Porträtmaler und Zeichenlehrer im Haus Marktstraße 454.

## Bekannte Werke
In musealem Besitz findet sich in Hannover
- 1844: An der Brandstätte, Genrebild einer Brandstätte. Eine Bauernfamilie steht auf der Brandstätte ihres Hauses, Leinwand, 73 × 94 cm[2]